# いじわるグリンチのクリスマス
『いじわるグリンチのクリスマス』（英語: How the Grinch Stole Christmas!）、別名『グリンチ』はシオドア・「ドクター・スース」・ガイゼルが韻文で著し、自ら挿絵をつけた子供向けの絵本である。気難しく孤独な生き物であるグリンチが、クリスマス・イヴに近くの町であるフーヴィルの家々からクリスマスに関連するものを盗むことでクリスマスをなくしてしまおうとする様子を描いている。その後、奇跡的にもグリンチは、クリスマスがお金や贈り物だけのものではないということに気付く。
この話は1957年にランダムハウスから書籍として刊行されたが、ほぼ同時に雑誌『レッドブック』(Redbook) の号にも掲載された。この本はクリスマスとその休暇の商業化を批判するものである。
1966年に『グリンチのクリスマス』としてテレビアニメ化され、ここではボリス・カーロフがナレーションを担当した他、グリンチ役の声優もつとめた。1977年にはハロウィン版の前日譚であるHalloween Is Grinch Nightが放送され、グリンチの声はハンス・コンリードがつとめた。2000年にはジム・キャリー主演で実写映画『グリンチ』が作られ、2018年にはベネディクト・カンバーバッチがグリンチの声優をつとめたCGアニメ映画『グリンチ』が作られた。ミュージカル化もされており、2020年にはマシュー・モリソン主演でミュージカルの実写テレビ版が作られた。

## あらすじ
グリンチは洞窟に住んでいる不機嫌な生き物で、クリスマスを嫌っている。その理由は誰もわからない。頭のねじがきちんと締められていないのかもしれないし、靴のサイズが窮屈すぎるためかもしれないが、一番あり得るのはグリンチの心が2サイズ小さすぎることだろう。唯一の仲間は犬のマックスだけである。グリンチは雪の多いクランピット山に住んでいるが、この山は心の温かいフーたちが住むフーヴィルの町の北にある。
グリンチは洞窟から、フーヴィルで進んでいる賑やかなクリスマスのお祭りの音を聞きつける。これにいらつき続けたグリンチは、住民の贈り物、ツリー、クリスマスの食べ物を盗んでしまう悪事の作戦を思いつく。雑な変装でサンタクロースのふりをし、マックスはトナカイに変装させて、グリンチは山からそりでフーヴィルに降り、そこでフーのクリスマスプレゼント、クリスマスツリー、クリスマスの装飾、食べ物を盗み始める。少しの間シンディ・ルー・フーに邪魔されるが、グリンチは嘘をでっちあげて逃げおおせる。そうして村中の家全てで同じことをし、そりいっぱいに荷物を積み込む。
グリンチは盗んだものを全てを淵に捨てるつもりで、マックスにそりを引かせてクランピット山に戻る。夜明けがやってきて、グリンチはフーたちが苦々しく悲しい嘆きの声をあげるのを予想していたが、そうするかわりに人々は楽しくクリスマスの歌を歌っており、グリンチはそれに最初はかなりのショックを受け、それから怒り狂うようになる。怒っただけではなくグリンチはこの状況に混乱し、クリスマスというものは単なる贈り物や祝宴以上のものなのではないかと思い始める。これに気付いたグリンチの縮こまっていたハートは突然3サイズ大きくなり、グリンチは盗んだフーの人々の所有物を全て携えてフーヴィルに戻る。そしてグリンチはフーらのクリスマス祝宴に参加する。

## 背景と刊行

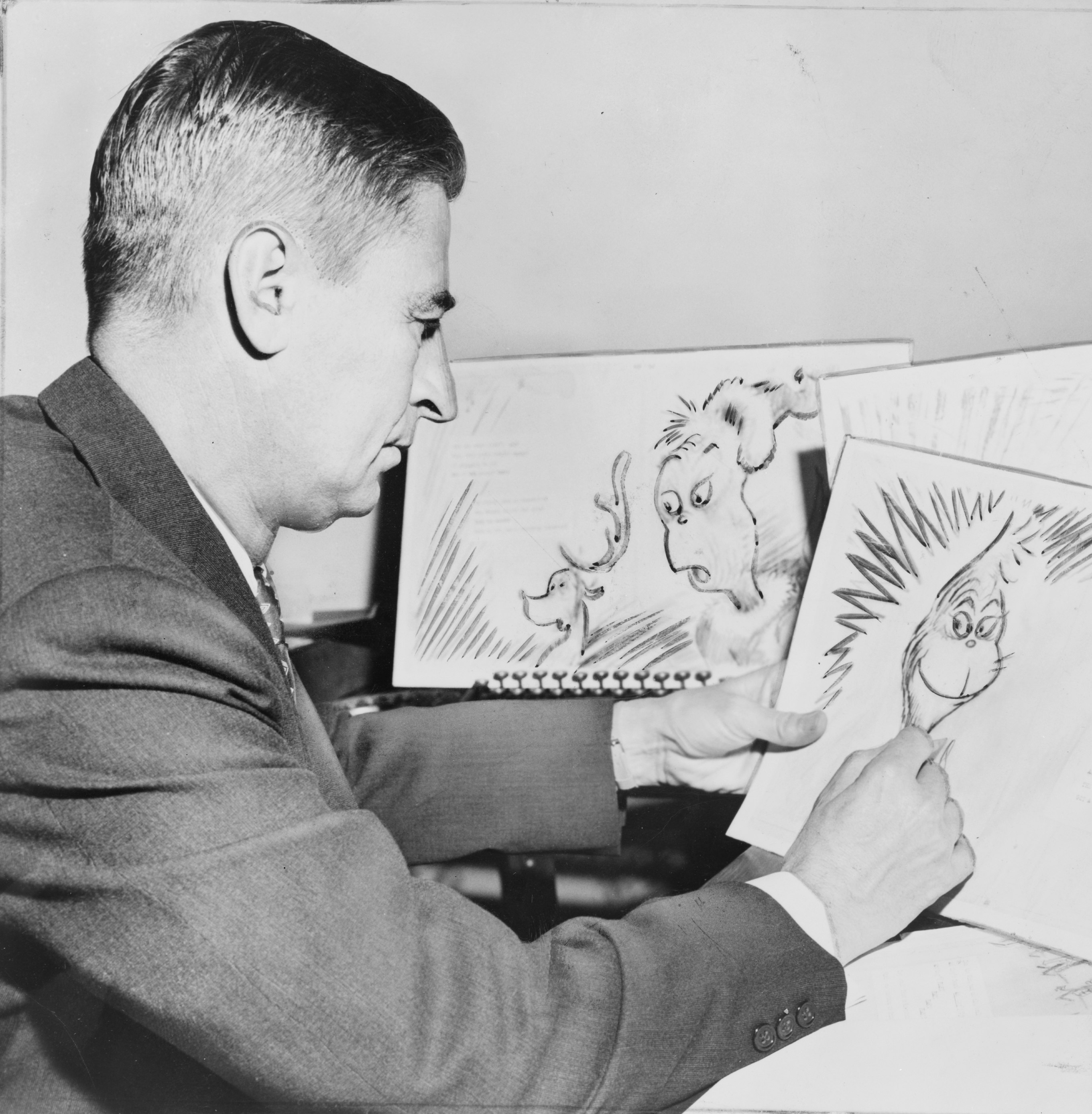
1957年、『いじわるグリンチのクリスマス』に取り組むドクター・スース

グリンチはドクター・スースの33行の挿絵付きの詩"The Hoobub and the Grinch"で初めて登場したが、この作品はもともとは1955年に雑誌『レッドブック』で発表された。ドクター・スースは数年たった1957年の初め頃から『いじわるグリンチのクリスマス』に取り組むようになった。『キャットインザハット』(The Cat in the Hat) を最近刊行したばかりで、フィリスとベネットのサーフ夫妻及び自分の妻であるヘレン・パーマー・ガイゼルと一緒にビギナー・ブックスを立ち上げようとしてる最中であった。ヘレンは健康上の問題を抱えていて1957年4月にはちょっとした発作を起こしていたが、それにもかかわらず、ドクター・スースの前作でつとめたのと同様、非公式に編集者としての仕事を行った。ドクター・スースは迅速に本を書き、数週間でほとんど完成させた。伝記作家であるジュディスとニール・モーガンは、「結部以外はキャリアの中で一番書きやすかった本」だと述べている。ドクター・スース本人が、結末部分を書くまで苦労したと説明している。
1957年の5月半ば頃までには本は完成し、ニューヨークのランダムハウスの事務所に郵送された。6月にドクター・スースとヘレンはハワイで1月にわたる休暇をとり、そこでドクター・スースは本のゲラをチェックして返送した。本は1957年12月、ランダムハウスから書籍として出た他、雑誌『レッドブック』の号にも掲載された。ドクター・スースはこの本を姪のペギー・オーウェンズの1歳の息子であるシオドア・「テディ」・オーウェンズに献呈した。
2005年時点で、この本はラテン語などを含む9カ国語に翻訳されていた。ラテン語版であるQuomodo Invidiosulus Nomine Grinchus Christi Natalem Abrogaveritは1998年10月にBolchazy-Carducci Publishers Inc.から公刊された。

## 評価
『ニューヨーク・ヘラルド・トリビューン』でM・S・リビーはこの本をドクター・スースの先行作と好意的に比較している。『カーカス・レビュ』では「子供たちはドクター・スースが初めて悪役について書いた本のお間抜けな感じの面白さに夢中になるだろう」と評し、グリンチを「文句なしにスクルージ以降の最高のクリスマスワルキャラ」だと述べている。エレン・ルイス・ビュエルは『ニューヨーク・タイムズ』に書いた書評で、この本におけるモラルの扱い方を挿絵や韻文に加えて称賛している。The Saturday Review of Literatureはこの絵本を「新鮮な成功」だと述べ、幼い子供に本を読み聞かせてやる親や年上のきょうだいもこの本のモラルとユーモアを楽しめるだろうと示唆している。『サンフランシスコ・クロニクル』のシャーロット・ジャクソンは、この本を「実にドクター・スースらしい方法で書かれ、クリスマスカラーの絵で彩られた素晴らしいファンタジー」だと述べている。

## 分析
ドクター・スース自身も含めて、グリンチとドクター・スースの間のつながりを指摘する著者がいる。物語ではグリンチが53年間、フーによるクリスマスのお祝いに我慢しなければならなかったと嘆くところがある。トマス・フェンシュやチャールズ・コーエンがいずれも指摘しているように、ドクター・スースはこの本を書いて刊行した時に53歳だった。ドクター・スース自身が1957年12月号の『レッドブック』に寄稿した記事でつなりを指摘し、「前の12月26日の朝に歯を磨いてたんですが、その時に鏡にうつった自分の顔つきがすごくグリンチっぽいのに気付いたんです。それがスースだったってことです！そういうわけで、クリスマスについて自分が明らかに失ってしまったものを再発見できるか見てみるため、私は自分の不機嫌な友達であるグリンチについて書いたんです」と述べている。スースの継娘であるラーク・ダイモンド＝ケイツは2003年のスピーチで、「私はいつも『キャットインザハット』のネコが調子のいい時のテッド[ドクター・スース]で、グリンチは調子が悪い時のテッドだと思っていました」と語っている。コーエンはスースが"GRINCH"と読める車のナンバープレートつけた車に乗っていたことを記している。
トマス・フェンシュはグリンチがドクター・スースの本の中で最初の大人の主人公であり、また最初の悪役の主人公でもあることを指摘している。

## 翻案
『いじわるグリンチのクリスマス』は舞台や映画を含むさまざまなメディアに翻案されている。

### アニメ番組
チャック・ジョーンズとベン・ワシャムはこの物語を1966年にテレビアニメに翻案し、ここではボリス・カーロフがナレーションを担当した他、グリンチ役の声優もつとめた。この番組ではサール・レイヴンクロフトがドクター・スース本人の作詞による歌"You're A Mean One, Mr. Grinch"を歌った。ハロウィン版の前日譚であるHalloween Is Grinch Nightという番組が1977年10月28日にABCで放送された。ボリス・カーロフが1969年に亡くなっていたため、グリンチの声とナレーターはハンス・コンリードがつとめた。『いじわるグリンチのクリスマス』と『キャットインザハット』のクロスオーバースペシャルであるThe Grinch Grinches the Cat in the Hatが1982年5月20日にABCで放送された。
1992年にランダムハウスホームビデオが本作とIf I Ran The Zooをウォルター・マッソーをナレーションに起用してアニメ化し、ビデオとしてリリースした。

### 映画
2000年にこの本が実写映画化され、ロン・ハワードが監督、ジム・キャリーがグリンチ役をつとめ、『グリンチ』として公開された。その後、イルミネーション・エンターテインメントが3Dアニメーション映画『グリンチ』を制作した。監督はヤーロウ・チェイニーとスコット・モシャーがつとめ、ベネディクト・カンバーバッチがグリンチ役の声優をつとめた。もともとは2017年11月10日に公開される予定だったが、2018年11月9日公開に変更された。

### 録音
1975年にゼロ・モステルがナレーションを担当したLPレコード版が出た。

### 舞台
1994年にミネアポリスで本作がミュージカル化された。2006年と2008年にはブロードウェイでも上演されている。2020年にはマシュー・モリソン主演でこのミュージカルがテレビ化された。 

## 影響
2007年のオンライン投票では、全米教育協会がこの本を「教員が選ぶ子供の本100選」の1冊に選んでいる。2012年には『スクール・ライブラリー・ジャーナル』が刊行した「絵本100選」調査で61位となり、これはランクインしたドクター・スースの5冊の本の中では4番目だった
本書が書かれて以降、「グリンチ」という言葉はくだけた形で名詞としてよく使われるようになり、「ネクラ」とか「雰囲気を台無しにする人」を意味するようになっている。

## 日本語訳
1971年に渡辺茂男訳で『いじわるグリンチのクリスマス』として日本パブリッシングから日本語版が刊行された。2000年に『グリンチ』として井辻朱美訳がアーティストハウスから刊行されている。